# IC 4313
IC 4313 — компактная галактика типа С в созвездии Центавр. Поверхностная яркость — 12,5 mag/arcmin². Этот объект входит в число перечисленных в оригинальной редакции ««Нового общего каталога»».